# Kozyörük, Malkara
Kozyörük là một thị trấn thuộc huyện Malkara, tỉnh Tekirdağ, Thổ Nhĩ Kỳ. Dân số thời điểm năm 2011 là 1.376 người.